# Csoszon hat minisztériuma
A hat minisztérium (hangul: 육조, jukcso, handzsa: 六曹, RR: Yukjo) Csoszon végrehajtó szervei voltak, 1298-tól léteztek. Mindegyik minisztériumot három-négy miniszter vezette és közvetlen kapcsolatban voltak a királlyal, ami fontossá tette a pozíciójukat.
| Elnevezés            | Hangul | Handzsa | Leírás |
| -------------------- | ------ | ------- | --- |
| Idzso (Ijo)          | 이조   | 吏曹    | Hivatalnokügyi Minisztérium, a hivatalnokok kinevezéséért, teljesítményük értékeléséért, új hivatalnokok felvételéért volt felelős.                                         |
| Hodzso (Hojo)        | 호조   | 戶曹    | Adóügyi Minisztérium, az adó mellett a pénzügyekkel, a népszámlálással, a földügyekkel és a mezőgazdasági ügyekkel foglalkozott.                                            |
| Jedzso (Yejo)        | 예조   | 禮曹    | Szertartásügyi Minisztérium, a szertartások mellett a kultúra, a diplomácia és a hivatalnoki vizsga is alá tartozott, valamint a szerzetesek kinevezésével is foglalkozott. |
| Pjongdzso (Byeongjo) | 병조   | 兵曹    | Hadügyminisztérium, alá tartozott az erődök és a postautak felügyelete, a kommunikációs eszközök (jelzőtűz) fenntartása és a fegyverek gyártásának felügyelete.             |
| Hjongdzso (Hyeongjo) | 형조   | 刑曹    | Rendészeti Minisztérium, a büntetés-végrehajtás (civil és bűnügyi esetekben is) és a rabszolgák tartoztak alájuk                                                            |
| Kongdzso (Gongjo)    | 공조   | 工曹    | Közmunkaügyi Minisztérium, a közmunkákért, a közutakért, a hidakért, a manufaktúrákért, a bányákért volt felelős.                                                           |